# Haustellum
Haustellum (łac. haustellum) – element aparatu gębowego stawonogów przystosowany do ssania np. soków roślinnych lub krwi. Może stanowić część dzioba lub trąbki (proboscis).

## Motyle
U motyli haustellum (inaczej mediproboscis) to przedłużone żuwki zewnętrzne tworzące trąbkę przystosowaną do ssania płynnego pokarmu. Może być traktowane jako synonim ssawki, czyli trąbki (proboscis).

## Muchówki
U niektórych muchówek (np. muchy) haustellum jest silnie rozwiniętą wargą dolną. W przedniej jego części, w rynience, położone są warga górna i podgębie. Dolną część stanowią duże, półkoliste poduszeczki, wyposażone w rurki ssące i zęby perystomalne, a wykształcone z głaszczków wargowych. Haustellum wyposażone jest z zewnątrz w części twardsze, nadające mu sztywność, dzięki czemu, przy wykorzystaniu mięśni, wykonywać może ruchy trące i służyć rozdrabnianiu pokarmu. Częścią podstawową dla takiego haustellum jest rostrum.